# Thaumatogelis femoralis
Thaumatogelis femoralis là một loài tò vò trong họ Ichneumonidae.